# Futiansi (köpinghuvudort i Kina, Hubei Sheng, lat 29,90, long 113,08)
Futiansi (kinesiska: 福田寺, 福田寺镇) är en köpinghuvudort i Kina. Den ligger i provinsen Hubei, i den centrala delen av landet, omkring 140 kilometer sydväst om provinshuvudstaden Wuhan. Antalet invånare är 33 768. Befolkningen består av 15 851 kvinnor och 17 917 män. Barn under 15 år utgör 20,0 %, vuxna 15-64 år 69 %, och äldre över 65 år 9,0 %.
Runt Futiansi är det ganska tätbefolkat, med 248 invånare per kvadratkilometer. Närmaste större samhälle är Hongcheng, 19,3 km väster om Futiansi. Trakten runt Futiansi består till största delen av jordbruksmark.
Genomsnittlig årsnederbörd är 1 758 millimeter. Den regnigaste månaden är maj, med i genomsnitt 229 mm nederbörd, och den torraste är december, med 39 mm nederbörd.